# Первая линия снабжения Вены высокогорной водой
Виенер-Хохквелленлайтунг I (нем. I. Wiener Hochquellenleitung — в пер. «первая высокогорная линия родникового водоснабжения Вены») входит в систему венского водоснабжения и исторически явилась первым источником качественной питьевой воды в Вене. Линия открылась 24 октября 1873 года после четырех лет строительства. Изначально была названа в честь кайзера Франца-Иосифа I.
Полная длина линии на момент открытия составляла 95 км, за счёт более поздних добавлений она достигла 112 км. На 2007 год она доставляла 62 миллиона м³ воды в год (53 % всего водоснабжения Вены). Помимо Вены, воду по линии получают и некоторые другие округа Австрии. Источником воды служат Ракс и Шнеберг на юге Нижней Австрии и в Штирии.
В 1910 году была открыта также вторая линия, проходящая севернее.

## История
К XIX веку основной водозабор в Вене по-прежнему происходил из частных колодцев. Учитывая отсутствие полноценной централизованной канализации, качество такой воды становилось всё хуже, что приводило ко всё учащающимся эпидемиям. В 1803—1804 году был построен Альбертинский водопровод, доставлявший воду из Хюттельдорфа, а построенный в 1836—1841 годах Водопровод кайзера Фердинанда I забирал и фильтровал воду из Донауканала. Таким образом, качество воды в них (особенно в последнем) было не слишком хорошим, а главное — они не справлялись с обеспечением растущего города.
Для решения проблемы предлагалось брать воду из различных рек Нижней Австрии (Питтен, Шварца, Трайзен и др.), из канала Винер-Нойштадт, из Дуная в районе Бригиттенау, аналогично водопроводу Фердинанда. Эти и другие проекты были отклонены по разным причинам: низкое качество воды, недостаточные объемы, недостаточный перепад высот для самотёчного водоснабжения и т. д.
В конечном итоге к 1861 году было решено брать воду из района Ракса, как отвечающую всем требованиям.

## Технические данные
Бо́льшая часть линии проходит под землей, часто — практически у поверхности, поэтому для ее постройки достаточно было обычных земляных работ как для типичных городских водопроводов. Кроме того, пришлось прорубить порядка 25 штолен — причем как на начальных участках, так и далее по маршруту, вплоть до самой Вены. Длина большинства не превышает пары сотен метров, но самая длинная, в начале линии в районе Ракса, протянулась на 2900 м. Наконец, в некоторых местах линия вынужденно выходит на поверхность. Для этого были возведены около 30 акведуков и подобных сооружений, в том числе:
- Акведук через Зирнигталь (154 м)
- Акведук около Матцендорфа (493 м)
- Акведук около Леоберсдорфа (1065 м)
- Акведук около Гайнфарна (300 м)
- Акведук около Дёрфля (105 м)
- Акведук в Бадене (788 м)
- Акведук в Мёдлинге (186 м)
- Акведук в Лизинге (794 м)
- Акведук в Мауэре (Вена) (533 м)
- Акведук в Шпайзинге (Вена) (197 м)

Со стороны Вены линия заканчивается в водном резервуаре Розенхюгель.
Все сооружения объявлены памятниками архитектуры Австрии.